# Flästa
Flästa är en by i Bollnäs kommun i Gävleborgs län.  En del av tätorterna i Bollnäs kommun, såsom nordöstra delar av Bollnäs stad, får sitt dricksvatten från en källa i Flästa. 2015 hade folkmängden i den norra småorten minskat till under 50 personer och denna småort upplöstes.